# Mike Leigh
Michael (Mike) Leigh (Welwyn, 20 februari 1943) is een Brits regisseur van films en theater.

## Biografie

### Beginperiode
Leigh, geboren in Welwyn, (zijn moeder ging tijdens haar zwangerschap bij haar ouders verblijven in Hertfordshire voor comfort en ondersteuning, terwijl haar man weg was als een kapitein in het Royal Army Medical Corps), groeide op in Broughton, Salford, Lancashire, als zoon van Phyllis Pauline en Alfred Abraham Leigh, een dokter. Leighs familie waren joodse immigranten (oorspronkelijk heetten ze Lieberman, maar veranderden hun naam naar Leigh in 1939)
De vader van Leigh begon zijn carrière als dokter in Higher Broughton, "het werd ook het epicenter van Leighs jeugd en het gebied werd herdacht in Hard Labour." Leigh volgde er les op de basisschool van Salford, net als regisseur en zijn goede vriend Les Blair, die ook zijn debuut-film produceerde Bleak Moments in 1971. Er was een lange traditie van toneeldrama in de jongensschool, en dankzij Mr Nutter, een leraar Engels, bleef de bibliotheek up-to-date doordat hij alle nieuwe stukken van het moment dat ze beschikbaar waren ook aankocht. Buiten de schooluren kwam Leigh tot leven in de joodse jeugdbeweging Habinim Dror. Hij volgde zomerkampen en deed aan activiteiten tijdens de kerstperiode door het hele land tijdens de laatste jaren van de 50's. Gedurende deze periode, (en aangevuld door zijn ontdekking van Picasso, surrealisme, The Goon Show, en met familiebezoekjes aan de Hallé Orchestra en de D'Oyly Carte), was het grootste gedeelte van zijn artistieke consumptie cinema. In 1960, won hij 'tot zijn grote verbazing', een schoolbeurs voor RADA. Hoewel hij initieel opgeleid was als acteur aan het RADA, begon Leigh toch zijn talent als regisseur te ontdekken aan de East 15 Acting School alwaar hij ook kennis maakte met actrice Alison Steadman.
Leigh kon niet goed aarden in Rada, en vond de wekelijkse klassen om te leren lachen, huilen en blij zijn maar niets en werd dan ook niet meer dan een gemiddelde student. Later stapte hij over naar de Camberwell School of Arts and Crafts (in 1963), de Centrale Saint Martins College of Art and Design, en de London School of Film Technique in Charlotte Street. Toen hij net aangekomen was in Londen was een van de eerste films die hij zag Shadows, een 'geïmproviseerde' prent van John Cassavetes, waar een groep van onbekenden gevolgd werd terwijl ze 'wonen, werken en ruziën' in de straten van New York, en Leigh kreeg het gevoel dat het mogelijk was om een film te maken van absoluut niets en met een groep acteurs en het verhaal zich te laten ontwikkelen door improvisatie." Andere invloeden van deze tijd zijn onder meer Harold Pinters The Caretaker - "Leigh was onder de indruk van de film en de productie van 'Arts Theater'," - Samuel Beckett, waar hij boeken van verslond, alsook de surreële schrijfsels van Flann O'Brien, wiens tragikomisch werk zeer aantrekkelijk was voor Leigh. Andere invloedrijke en belangrijke werken die hij in die periode zag zijn onder meer: Endgame, Peter Brooks King Lear, en in 1965, Peter Weiss' Marat/Sade, een productie volledig ontwikkeld via improvisatie, de acteurs hebben hun karaktereigenschappen ontwikkeld op basis van de mensen die ze bezocht en bestudeerd hebben in een psychische instelling. De visuele werelden van Ronald Searle, George Grosz, Picasso, en William Hogarth hadden een andere soort invloed op hem. Leigh heeft ook vele kleine rollen vertolkt in BBC-films van de jaren 60, (West 11,Two Left Feet), en ook speelde hij een jonge doofstomme, die ondervraagd werd door Rupert Davies, in de BBC-tv-serie Maigret. In 1964/65 sloot hij een partnership af met David Halliwell, en samen ontwierpen en regisseerden ze de productie van Little Malcolm and his Struggle Against the Eunuchs bij het Unity Theatre.
Hij heeft theater gestudeerd aan de Koninklijke Academie van Dramatische Kunst, en vervolledigde zijn opleiding aan de Camberwell Kunstschool en de De Centrale school van Kunst en Ontwerp. Hij begon zijn carrière als theaterregisseur en scenarioschrijver midden in de jaren 60. In de jaren 70 en 80 wisselen theaterwerk en films maken elkaar af. Zijn films, die hij voor BBC-televisie maakt, kenmerken zich door een 'grauwe' realistische filmstijl. Zijn bekendste fims zijn onder meer Life Is Sweet (1990), het komedie-drama Career Girls (1997), Het verhaal van Gilbert and Sullivan biopic, Topsy-Turvy (1999), en het grauwe werkmansdrama All or Nothing (2002). Zijn meest controversiële werken zijn zeker Naked (1993) waarvoor hij de prijs voor beste regisseur in ontvangst mocht nemen op het Filmfestival van Cannes, het met een BAFTA Award, een Oscar-nominatie en een Palme d'Or bekroonde Secrets & Lies (1996), en de winnaar van de Gouden Leeuw Vera Drake (2004).
Volgens de criticus Michael Coveney bevatten Leighs fims en theater-stukken,:"bestaan uit een onderscheidend, homogeen oeuvre die de vergelijking doorstaat met iemand in het Britse theater en de bioscoop over dezelfde periode." Coveney erkent verder de grote rol van Leigh in het maken van film- en theatersterren – Liz Smith in Hard Labour, Alison Steadman in Abigail's Party, Brenda Blethyn in Grown-Ups, Antony Sher in Goose-Pimples, Gary Oldman en Tim Roth in Meantime, Jane Horrocks in Life Is Sweet, David Thewlis in Naked – en verder merkt hij ook op dat de lijst van sterren die met Leigh hebben samengewerkt, ongelofelijk mooi oogt – onder andere Sheila Kelley, Paul Jesson, Phil Daniels, Lindsay Duncan, Lesley Sharp, Kathy Burke, Stephen Rea, Sam Kelly, Eric Richard, Julie Walters – "De lijst is oogverblindend en een mooie verzameling van uitstekend Brits acteertalent." In januari 1994 schreef Ian Buruma in de New York Review of Books : "Het is moeilijk om in een Londen een bus te nemen, of in een restaurant te eten, zonder iets te horen over Mike Leigh. Net zoals andere grote en originele kunstenaars heeft ook Leigh zijn eigen terrein afgebakend. Leighs Londen is net zo typerend als Fellini's Rome of Ozu's Tokyo."

### Carrière
Tussen 1965 en 1970 waren Leighs activiteiten variërend. In 1965 ging hij als assistent-regisseur aan de slag bij het Birmingham Midlands Arts Centre, waar hij ook zijn eerste stappen zette naar zijn systeem van werken, namelijk dat schrijven en repeteren eigenlijk tezamen konden plaatsvinden. The Box Play, een familiescenario opgevoerd in een kooi, 'absorbeert allerlei eigentijdse ideeën in de kunst, zoals de ruimte van Roland Pichet .. het was visueel erg spannend", en nog twee andere geïmproviseerde stukken volgden. Na de tussenstop in Birmingham vond hij een flat in Euston, waar hij de volgende tien jaar zou verblijven. In 1966/67 werkte hij als assistent-regisseur bij het Royal Shakespeare Company, als eerste assistent van Peter Hall op (een rampzalige) Macbeth, en aan Coriolanus , en Trevor Nunn aan de hit The Taming of the Shrew.
Ook werkte hij in die periode aan een eigen stuk via improvisatie met professionele acteurs verbonden aan de Shakespeare Company. Dit werd NENA (een acroniem voor North East New Arts Association), dat de fantasieën verkende van een barman die met het idee speelde een Noordoostelijke kunstvereniging op te richten. Leigh schreef in 1970; " Ik zag dat we moesten beginnen met een verzameling van totaal ongerelateerde personages (elk specifiek gecreëerd door de acteurs zelf) en onder mijn bezieling ze elkaar te laten leren kennen en een reële relatie te laten opbouwen. Het scenario zou dan groeien uit de resultaten." Na Stratford-upon-Avon regisseerde Leigh nog enkele Londense School-drama's waaronder: Thomas Dekkers The Honest Whore Aan de E15-acteursschool in Loughton maakte hij voor de eerste keer kennis met Allison Steadman, zijn latere echtgenote.
In 1968 keerde hij terug naar Manchester, hij verhuurde zijn Londense flat om zijn verblijf te kunnen financieren. Omdat hij enkel een parttime functie had als dramaleraar voor katholieke vrouwelijke leerkrachten aan het Training College in Sedgley Park, bedacht en schreef hij Epilogue, gebaseerd op een priester met twijfels in het geloof dat hij predikt en voor het Manchester Jeugdtheater schreef en regisseerde hij twee grote projecten, Big Basil en Glum Victoria en de jongen met verrekijker.
Toen het decennium ten einde liep, wist Leigh dat hij films wou maken, en dat zijn manier van werken nu ook vaststond. Hij zou werken via repetitie en dialoog. Hij zou volgens een organische manier gaan filmen, waarbij acteurs de volledige vrijheid zouden krijgen in het creatieve proces. Na een periode van verkennende improvisatie zou Leigh een scenario schrijven dat de structuur zou bepalen, hier zou hij de volgorde van de scènes vastleggen, en meestal schreef hij het neer in eenvoudige zinnen, zoals: Sofie en Betty ontmoeten elkaar; Betty doet Joys haar, etc. En hij zou eindeloos blijven repeteren tot het gewenste resultaat er zou komen.

## Werkwijze
Leigh begint zijn projecten zonder een scenario, maar heeft wel een uitgangspunt dat verder ontwikkeld wordt door de acteurs via improvisatie. Leigh werkt in de eerste fase met elke acteur een op een, om een personage te ontwikkelen dat gebaseerd is op iemand, die de acteur persoonlijk kent. "De leefwereld en relaties van de karakters komen tot leven via dialogen aangevuld met een grote hoeveelheid improvisatie – dat wil zeggen, een personage improviseren. Maar ook via onderzoek en analyses van alles en iedereen, wat eraan bijdraagt om de authenticiteit van het personage over te brengen op het scherm." Het is dus pas na maanden van repetities, of bij de voorbereiding om te gaan filmen op locatie, dat Leigh een draaiboek schrijft, een kaal scenario weliswaar. Pas dan, bij de shoot, op locatie of na nog meer 'echte' repetities is het moment aangebroken dat Leigh zijn scenario voltooit. "Ik zet een improvisatiescène op,.. ik analyseer en bespreek die,.. we doen er nog een, ik verfijn en verfijn ... net zo lang tot de handelingen en dialogen één worden. Pas dan zullen we het ook daadwerkelijk filmen."
Verder opmerkelijke kenmerken van Leigh zijn: "Hij is een begaafd cartoonist, hij is geëmigreerd van het Noorden naar het Zuiden, lichtgeraakt, zeer trots (en kritisch) op zijn afkomst en Joodse achtergrond, en als kind van de jaren 1960, heeft hij de expansie van de Europese cinema en de mogelijkheden van televisie ten volle meegemaakt."
Mike Leigh werd verkozen tot voorzitter van de jury van het Filmfestival van Berlijn 2012, dat plaatsvond op op 9 februari 2012. Voor zijn eigen films ontving hij een Gouden Palm, een Gouden Leeuw en meerdere Oscarnominaties.

## Filmografie
- 1971: Bleak Moments
- 1976: Nuts in May (BBC Play for Today)
- 1977: Abigail's Party (BBC Play for Today)
- 1983: Meantime
- 1988: High Hopes
- 1990: Life Is Sweet
- 1993: Naked
- 1996: Secrets & Lies
- 1997: Career Girls
- 1999: Topsy-Turvy
- 2002: All or Nothing
- 2004: Vera Drake
- 2008: Happy-Go-Lucky
- 2010: Another Year
- 2014: Mr. Turner
- 2018: Peterloo
- 2024: Hard Truths